# Zespół Aase’a
Zespół Aase’a (ang. Aase syndrome, Aase-Smith syndrome) – rzadki zespół wad wrodzonych, charakteryzujący się niedokrwistością aplastyczną i wadami układu kostno-stawowego. Dziedziczony jest autosomalnie dominująco. Chorobę opisali amerykańscy pediatrzy Jon Morton Aase i David Weyhe Smith w 1968 roku.